# Octobre 1819

## Événements
- France : installation de Madame Récamier à l'Abbaye-aux-Bois à Paris.
- Novosiltsov est chargé de rédiger une constitution pour la Russie[1]. Le projet n’aboutit pas.

- 1er octobre : Frédéric Cailliaud, parti le 10 septembre de Marseille, arrive à Alexandrie. Il mène une expédition vers Méroé et dans le royaume de Sennar (fin en 1822)[2].

- 23 octobre : insurrection populaire à Alep, provoqué par le rejet du gouverneur nommé par la Porte Khûrchîd Pacha et la crise économique[3]. La résistance, conduite par un conseil de notables présidé par Agha Khûdja, tiendra 101 jours.

- 28 octobre : le dey d’Alger Hussein transige sur la dette du blé due par la France qui est réduite à 7 millions de francs. Il en recevra 4 en 1820[4].

## Naissances
- 1er octobre : Thomas Rupert Jones (mort en 1911), géologue et paléontologue britannique.
- 5 octobre : Auguste Péquégnot (mort en 1878), peintre et graveur français.
- 10 octobre : Heinrich Joseph Dominicus Denzinger, théologien allemand.
- 17 octobre : Frédéric Ritter (mort en 1892), ingénieur français.

## Décès
- 1er octobre : William Speechly (né en 1723), agronome britannique.
- 6 octobre : Charles-Emmanuel IV de Sardaigne, Roi de Sardaigne, Prince de Piémont et Duc de Savoie de 1796 à 1802.
- 20 octobre : Jean-Baptiste Coste, peintre français (° 17 mars 1746).
- 29 octobre : François Guillaume Ducray-Duminil (1761-1819), écrivain français auteur de romans d’aventures populaires.